# Rudolf Värnlund
Rudolf Värnlund (n. Estocolmo, Suécia, 1900 - m. Österskär , Suécia, 1945) foi um escritor e dramaturgo da Suécia.

Escreveu romances sobre os meios operários de Estocolmo.